# Unnur Ösp Stefánsdóttir
Unnur Ösp Stefánsdóttir (* 6. April 1976 in Island) ist eine isländische Schauspielerin.

## Biografie
Unnur Ösp wurde am 6. April 1976 in Island geboren.
Ihr Debüt gab sie 1988 in dem Fernsehfilm Djákninn.
Anschließend trat sie 2009 in Marteinn auf.
Außerdem wurde sie 2017 für den Film Fangar gecastet.
Von 2018 bis 2019 war Unnur Ösp in Trapped – Gefangen in Island zu sehen. 2021 bekam sie in Blackport eine Hauptrolle.
Sie ist mit dem Schauspieler Björn Thors verheiratet und hat vier Kinder.

## Filmografie (Auswahl)
- 1988: Djákninn
- 2009: Marteinn
- 2010: Réttur
- 2017: Fangar
- 2018–2019: Trapped – Gefangen in Island (Brot, Fernsehserie)
- 2020: Ráðherrann (Fernsehserie)
- 2021: Blackport (Verbúðin, Fernsehserie)